# Nina Clarkin
Carina „Nina“ Clarkin, geb. Vestey, (* 1982) ist eine englische Polospielerin. Sie gilt mit ihrem Handicap 4 als beste Polospielerin des Landes und zählt auch zur Weltspitze. Von der AAP wurde sie für reine Frauenturniere mit Handicap 9 bewertet (Stand Januar 2011).
Nina Clarkins Interesse am Polosport wurde durch ihre Familie geweckt: Ihr Vater, Mark Vestey, war ein Spieler mit Handicap 4, bevor ein Reitunfall ihn in den Rollstuhl zwang. Ihr Onkel, Samuel Vestey, 3. Baron Vestey, spielte ebenfalls. Clarkin fing im Alter von zwei Jahren zu reiten an, als ihre Mutter, ebenfalls Reiterin, sie auf ein Pferd setzte. Mit sechs Jahren fing sie an, Polo zu spielen.
2003 gewann sie im Team mit ihrem späteren Ehemann John-Paul Clarkin sowie den Brüdern Mark und Luke Tomlinson den Veuve Cliquot Gold Cup. Außer in England spielt Clarkin in Argentinien und Neuseeland.
2006 heiratete sie den Neuseeländer John-Paul Clarkin. Ihre Schwester ist Tamara Vestey, ebenfalls eine Polospielerin.